# Petite Ceinture

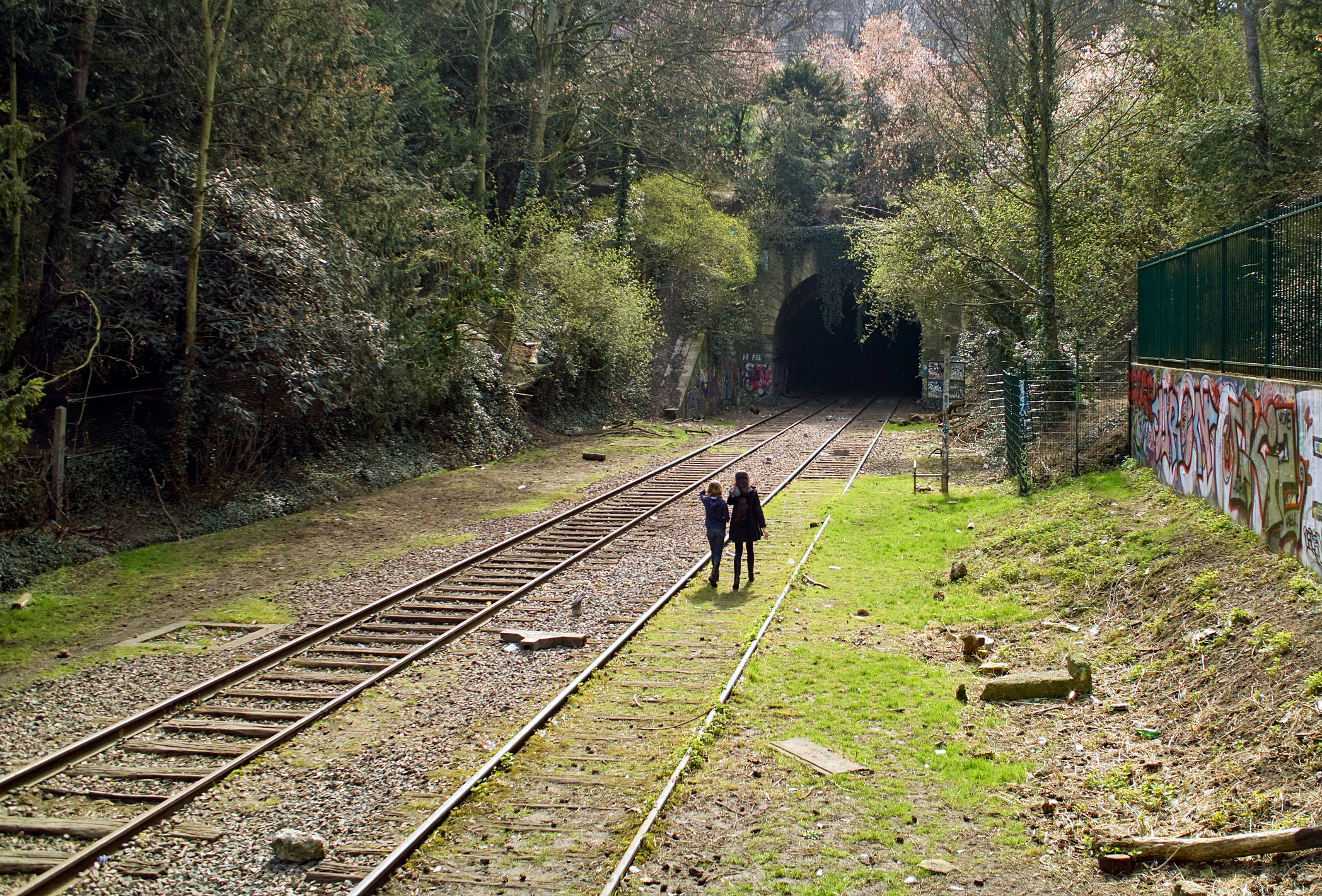
Aspecto de um trecho da linha férrea abandonada

A linha férrea da Petite Ceinture (Pequena linha circular) é uma antiga linha ferroviária de via dupla, com 32 km de comprimento (excluindo conexões) que fazia a volta em torno da cidade de Paris, na França, por toda sua borda periférica. Inaugurada por se(c)ções, entre 1852 e 1869, era inicialmente dedicada exclusivamente ao tráfego de mercadorias, antes de ser aberta aos passageiros.
Abandonada pelos parisienses por causa da crescente concorrência do metrô, a linha foi fechada ao tráfego de passageiros em 23 de julho de 1934. O tráfego de mercadorias desapareceu desde o início da década de 1990. A linha encontra-se atualmente abandonada e amputada em boa parte do seu comprimento, mas não totalmente desmantelada. Muitos entusiastas de ferrovias e associações francesas de preservação gostariam que o restante da linha e as estações remanescentes fossem preservados e protegidos como parte da herança nacional.

## História

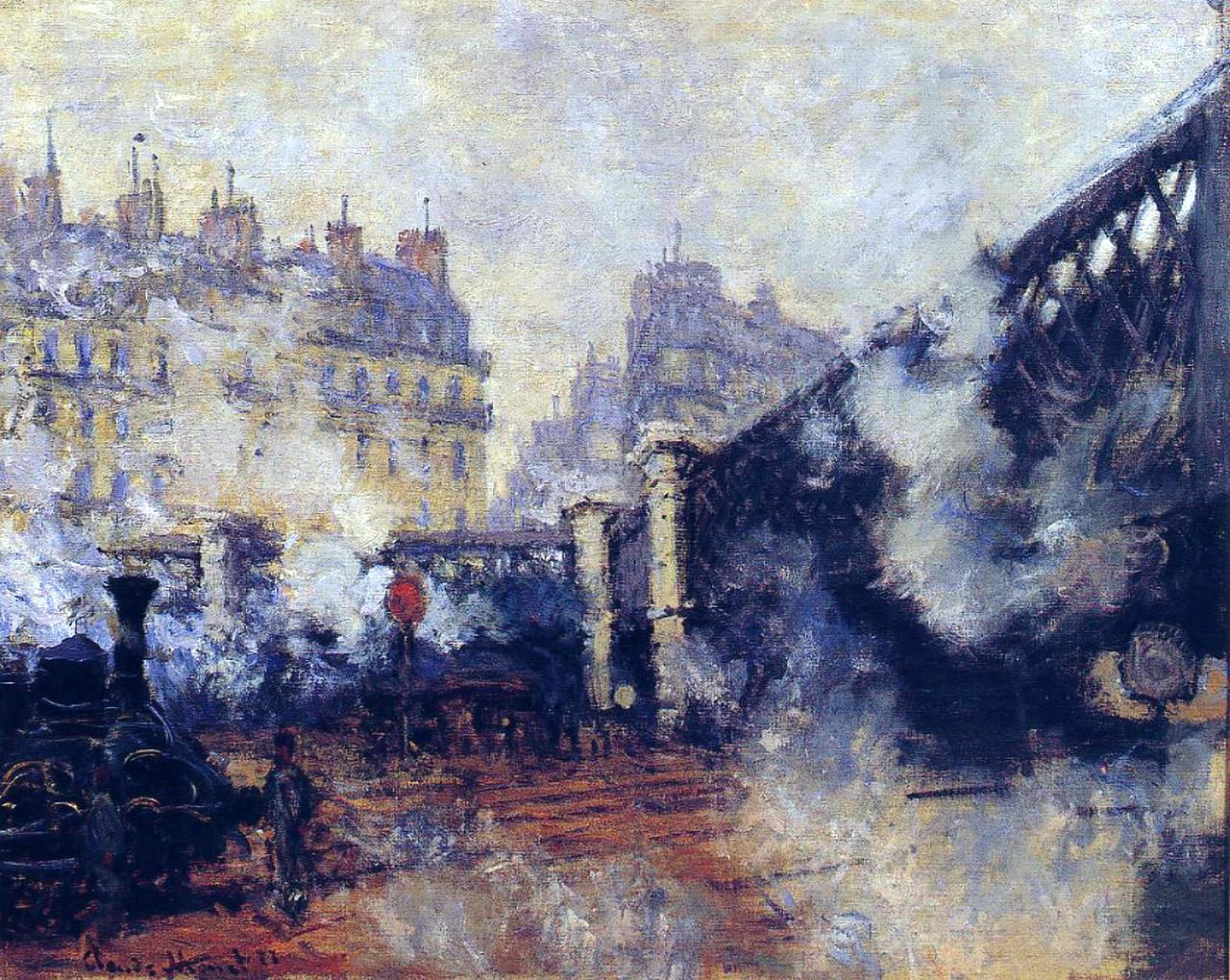
Gare de Saint-Lazare, representada por Claude Monet no século XIX, uma das grandes estações que ligavam Paris a outras cidades francesas.

### Antes da Petite Ceinture
Em 1848, o governo da Monarquia de Julho, cujo regente era Luís Filipe I, era dominado por ricos burgueses e antigos oficiais de Bonaparte. Este governo decide que todo o desenvolvimento ferroviário francês de então, deveria ser centralizados sob Paris. A cidade tornou-se o centro e o local de confluência de todas as estradas de ferro de então.
Paris possuía cinco grandes estações ferroviárias (Gares, em francês) situadas em terrenos à época periféricos, ainda quase virgens de edificações, e que serviam cada uma como terminal de sua própria linha férrea, ligando Paris a outras cidades da França, como por exemplo Lyon, Estrasburgo, Sceaux, Ruão, as cidades da fronteira com a Bélgica pelo norte. Cada linha existia de maneira independente, sem qualquer intersecção entre elas. Além disso, cada uma das cincos rotas era administrada por cinco grandes empresas distintas: Companhia de Rouen, Companhia d'Orléans, Companhia de Strasbourg, Companhia du Nord e Companhia de Lyon. As estações ferroviárias que serviam à estas linhas eram: Gare Saint-Lazare (1837); Gare Montparnasse (1840); Gare d'Austerlitz (1840); Gare de la Barrière d'Enfer (atualmente Gare de Denfert-Rochereau, 1846); Gare de Lyon (1849); Gare de Strasbourg (atualmente Gare de l'Est) (1849).
Estas empresas estavam convencidas de que a criação de interconexões entre as linhas poderia colocar em risco o monopólio regional de cada uma delas. Desta maneira, a conexão de passageiros e a transferência de cargas entre estas estações, por dentro da cidade de Paris, eram longas, caóticas e custosas, através de ruas congestionadas, por vezes ainda não completamente construídas. Este isolamento entre as estações era especialmente frustrante para os militares, pois lhes faltava a velocidade e a eficiência de um serviço que pudesse distribuir tropas e suprimentos por toda a França. O próprio governo da Segunda República incentivava que estas companhias fizessem acordos privados de fusão entre elas, assim como construíssem uma linha de ferro circular em Paris, cujo traçado fosse no interior das fortificações da cidade, que na época era cercada pelas muralhas de Thiers.

### Instauração
A Petite Ceinture foi construída pouco à pouco, segmento por segmento, entre 1852 e 1869. Em dezembro de 1851, um decreto declara de utilidade pública a construção de uma linha férrea circular a ser estabelecida no bordo periférico da cidade, do lado interior das fortificações de Thiers, ligando entre si as estações Gare du Nord, Gare Saint Lazare, Gare Montparnasse, Gare de l'Est, Gare de Lyon e a Gare d'Austerlitz. Esta linha foi 80% construída às custas do estado francês, e 20 % às custas das cinco grandes companhias (de Rouen, d'Orléans, de Strasbourg, du Nord et de Lyon) detentoras das rotas e das grandes estações. Todavia, as companhias deveriam doravante se reunir em sindicato para explorarem de forma comum as linhas férreas da junção. Simultaneamente, pelo mesmo decreto, uma outra junção entre as localidades de La Chapelle e La Villette, que dobraria a extensão da "ceinture", é concedida apenas às companhias du Nord e de Strasbourg. Finalmente, em 1855, as cinco companhias se fundem em apenas uma, sob o nome de Compagnie des chemins de fer de l'Ouest.

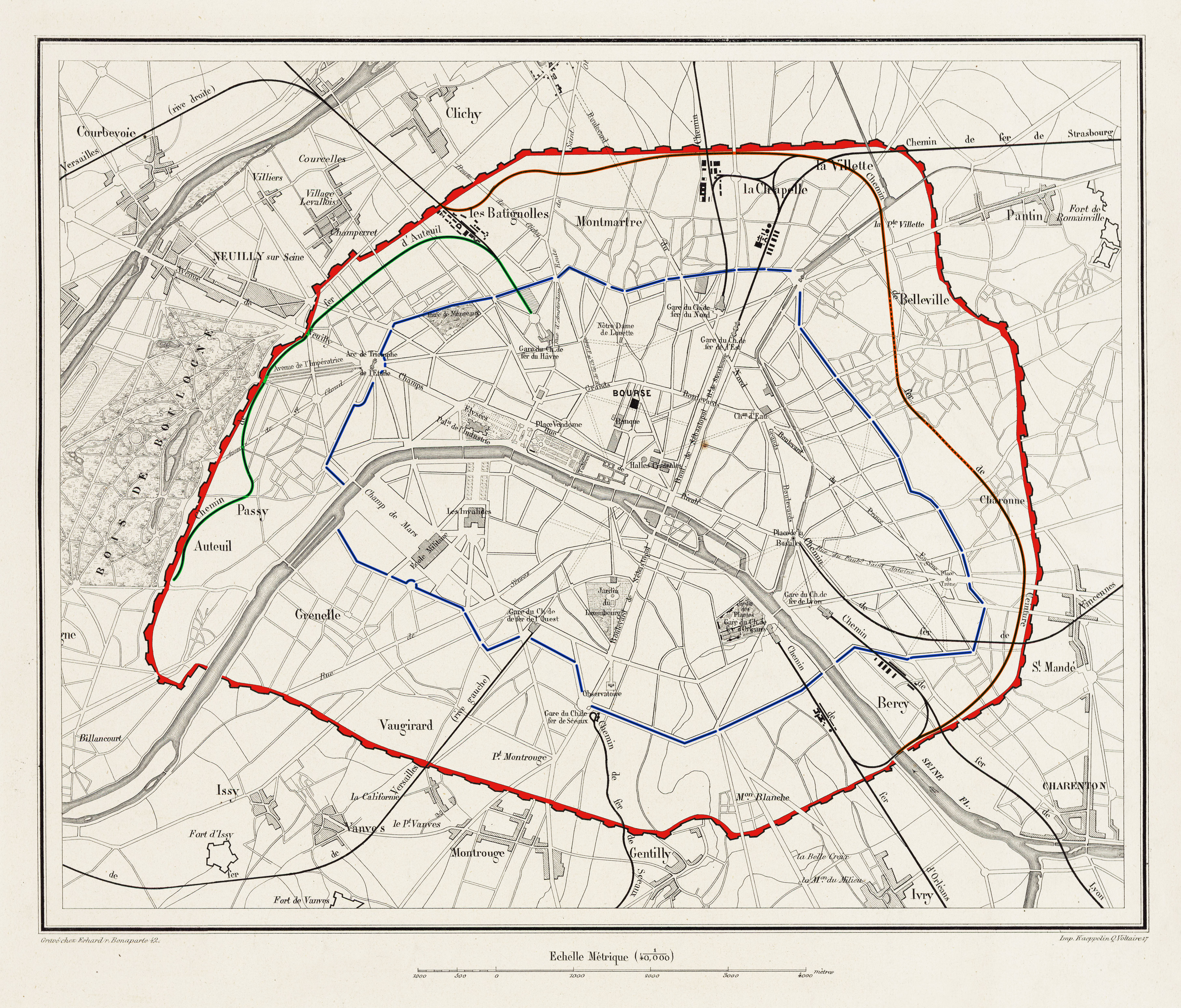
Esquema da rede em 1859. Nota-se em vermelho os muros de Thiers. Em laranja a primeira parte da rede a ser construída. Em verde a linha de Auteuil. Faltava ainda a construção do trecho ligando esta última à Gare d'Orleans, e o contorno estaria fechado.

Uma vez que este primeiro trecho satisfez o desejo estatal de reunir todas as estações de trens da capital, um novo prolongamento veio se somar ao trajeto primitivo da petite ceinture em 1852. Trata-se da Linha de Auteuil, que ligaria a estação de Saint-Lazare com a afluente comunidade de Auteuil-Boulogne. Esta linha, ao contrário do restante da petite ceinture, era exclusiva para passageiros. Como um esforço para evitar perturbações no tráfico da cidade, a linha foi construída de forma entrincheirada na maior parte de seus 9 quilômetros, requerindo a construção de 14 pontes.
A estação principal da linha de Auteuil era a Gare Saint-Lazare, que também servia a outras linhas. A partir dela, seguindo-se em direção à Auteuil seguiam-se cinco estações: Pont-Cardinet (ainda existente como estação da SNCF), Courcelles (hoje estação Pereire - Levallois do RER C), Neuilly-Porte Maillot, Avenue de l'Impératrice (hoje Avenue Foch), Passy, e o terminal Auteuil (hoje abandonado). A linha foi inaugurada em 2 de Maio de 1854, e conceitualmente funcionava como um proto-metrô, pois promovia a mobilidade de passageiros dentro de uma área urbana.
Em 1861, um novo prolongamento, ligando a estação de Auteuil até a Gare d'Orleans (atualmente Gare d'Austerlitz), é aprovado por decreto de utilidade publica, somando-se então um longo e importante novo trecho à rede. O último trecho da via é aberto em 1869, entre Clichy e Courcelles (linha de Auteuil). O círculo estava então completo.

## Funcionamento

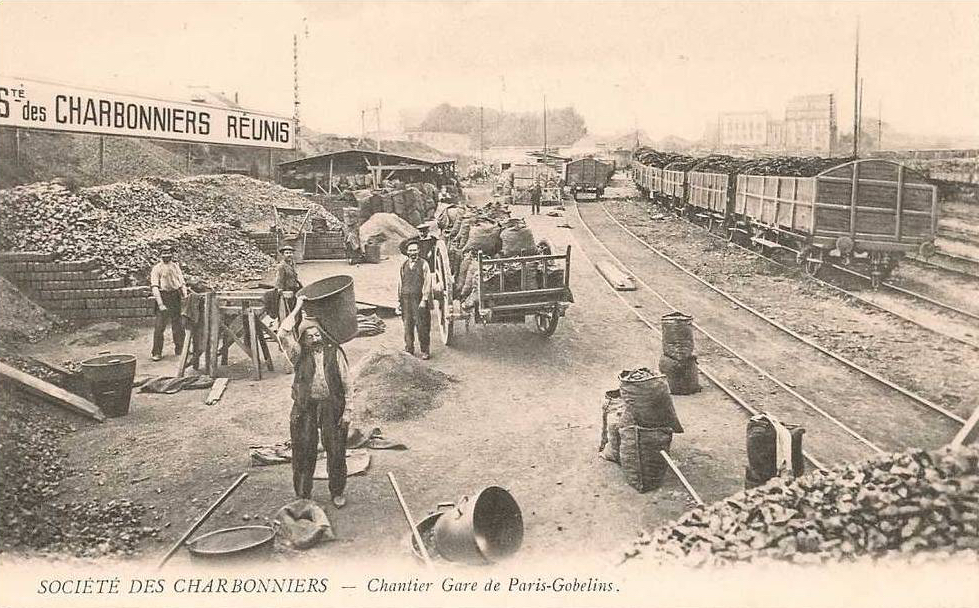
Aspecto de uma estação de carga, durante os primórdios da rede. A Gare de Gobelins era responsável pelo abastecimento de carvão, produto absolutamente essencial para o funcionamento da cidade na época.

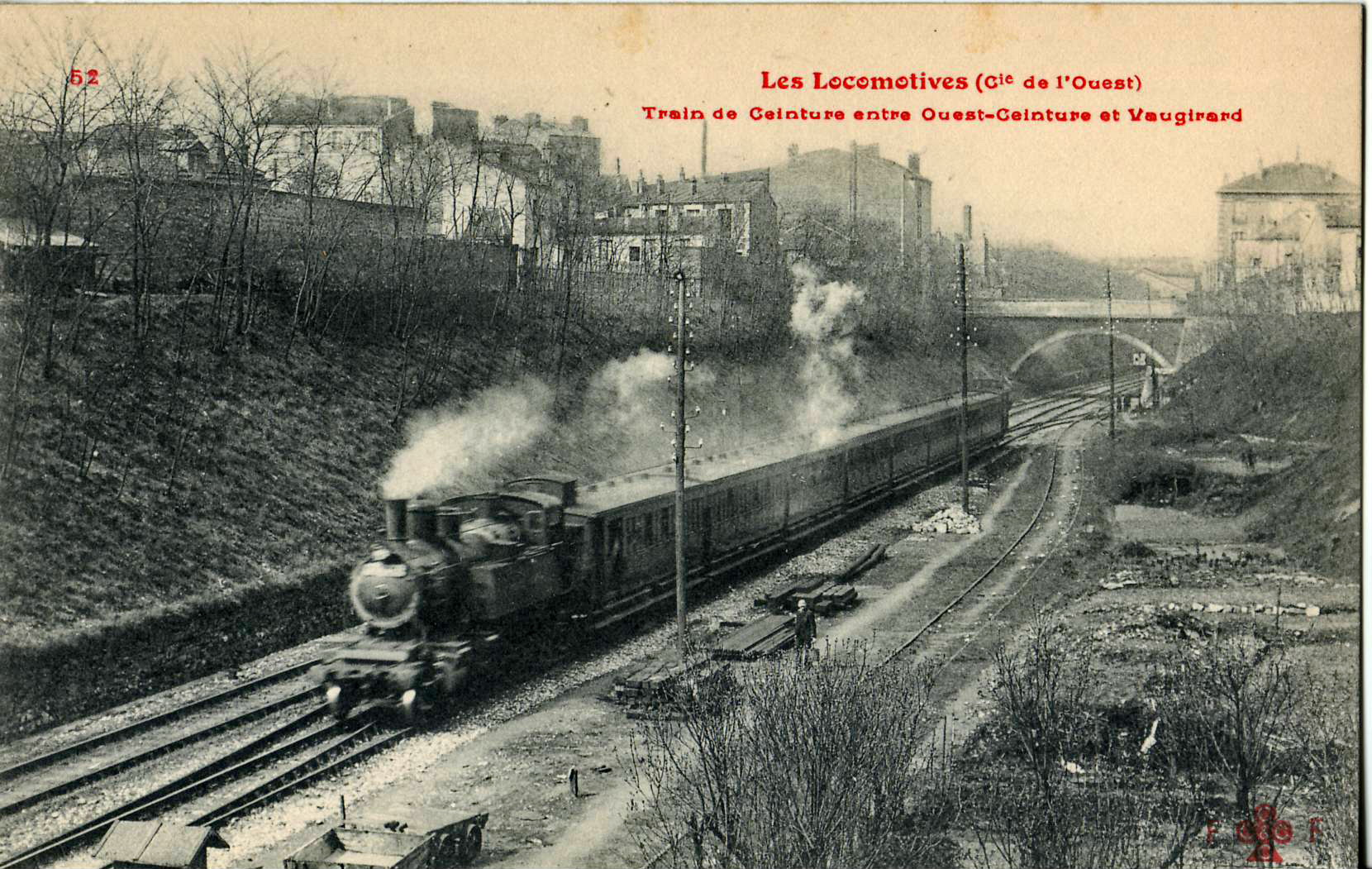
Locomotiva da Petite Ceinture em ação

A primeira seção da Ceinture entrou em serviço em 11 de dezembro de 1852. O trafico da via cresceu progressivamente. No início transportava-se apenas mercadorias e militares, e o serviço estava restrito ao dia. Em 1857 começou o serviço noturno. Apenas no ano de 1863 os transportes foram estendidos aos passageiros, bagagens e serviços de mensagens, no conjunto da linha (Auteuil funcionava como trem de passageiros desde 1854). A frequência era de dois trens por hora no verão, e um por hora no inverno. A única classe disponível até 1864 foi a segunda classe, quando foi instaurada uma primeira classe. Progressivamente foram sendo instaurados trens matinais para levar os trabalhadores até o emprego, e nos domingos e feriados, trens vespertinos à cada trinta minutos.
Em 1870, durante a Guerra Franco-Prussiana, a linha transportou um total de 800 mil homens de pelotão. Entretanto, a guerra evidenciou a capacidade insuficiente da via para fins militares (tal constatação levaria à criação de uma Grande Ceinture, distante 15 km da borda da cidade de Paris, que seria aberta em 1877, levando à redução progressiva do tráfico de mercadorias, e abrindo novos horários de trens de serviço para passageiros). Em 1871, mesmo durante toda a agitação política e a Comuna de Paris, a linha esteve fechada apenas durante uma semana do mês de maio.
Em 1878, durante a Exposição Universal de Paris daquele ano, a linha atinge um pico de seis trens por hora. Porém na Exposição de 1900, todos os recordes foram quebrados, e o sistema transportou até 90 mil passageiros por dia. Para suportar tamanho movimento a rede contava com 29 estações e um trem à cada dez minutos em ambas as direções. Para compensar a afluência, também a velocidade dos trens aumentou. Uma volta completa em torno de Paris durava uma hora e meia até então, tendo sido reduzida para uma hora e vinte minutos na ocasião da exposição. Em 1903, locomotivas mais potentes reduzem o tempo do trajeto para uma hora e três minutos, o que corresponde à velocidade média de 29 km/h, o que era equivalente à performance do metrô que iniciava as atividades na mesma época.

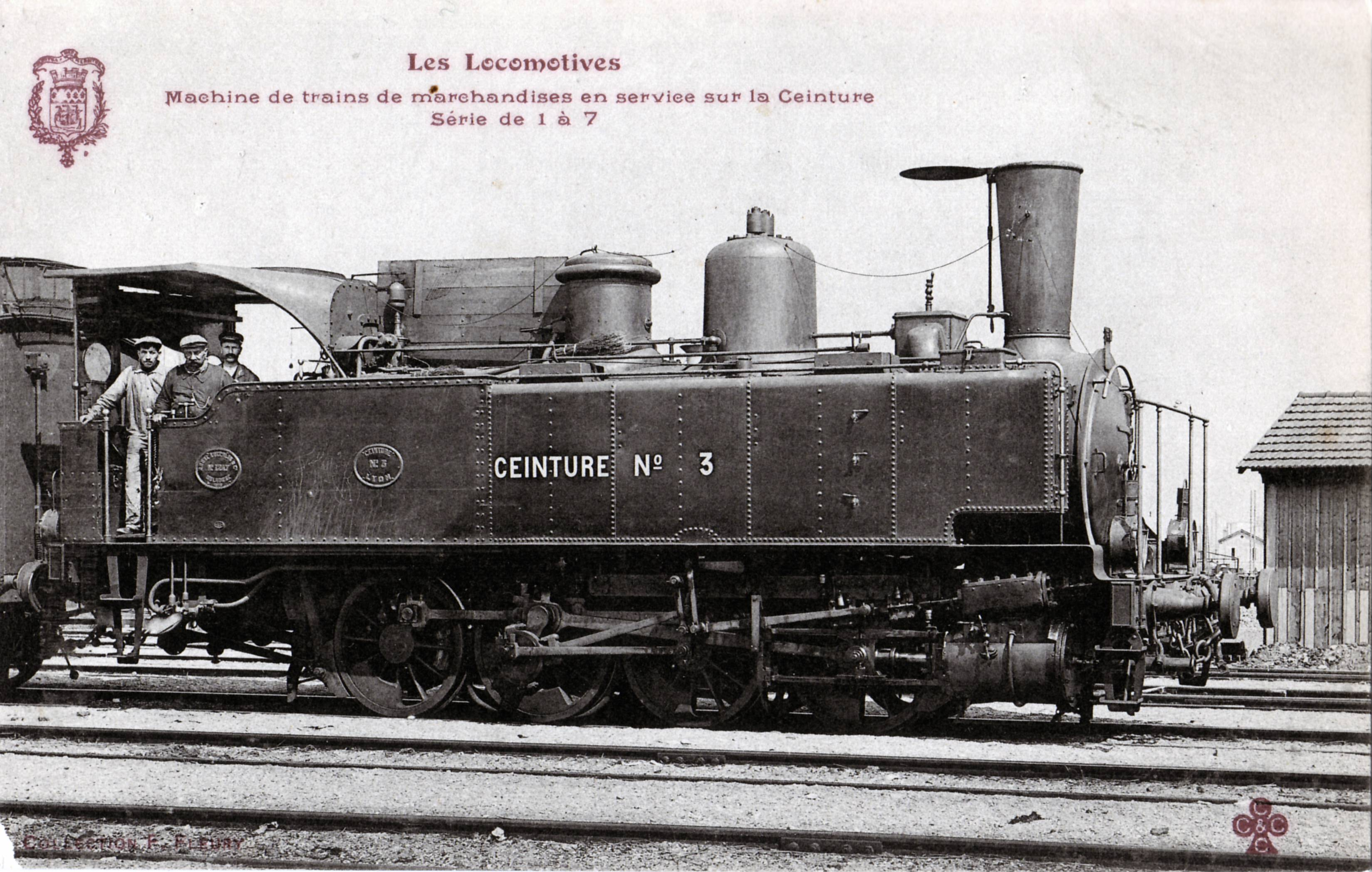
Locomotiva de um trem de Mercadorias da Ceinture

Cada trem da linha comportava uma locomotiva a vapor, que tracionava cinco carros de segunda classe e apenas um de primeira classe. Além disso, havia dois carros-furgões na extremidade do trem, dedicados ao transporte de encomendas, bagagens e de cães. A tarifação levava em conta o número de estações a serem cobertas pelo viajante.
Além do transporte de passageiros e de mercadorias, a Petite Ceinture foi também utilizada de 1864 a 1989, como via de circulação para os trens de grandes linhas, a fim de evitar o transbordamento da capacidade funcional das grandes estações parisienses. Estes trens eram conhecidos como "trens de junção".

## Lista de Estações
A linha da Petite Ceinture chegou a contar com mais de 30 estações desde a abertura dos primeiros trechos em 1854, até  seu fechamento para passageiros em 1934. A maior parte acolhia passageiros, mas outras eram reservadas ao transporte de mercadorias. Diversas estações da antiga linha de Auteuil, no oeste de Paris, são atualmente reutilizadas pela linha C do RER.
| #  | Estação               | Função                   | Estado atual (fim de 2013) | Observações                                                                      | Aspecto Original | Aspecto Atual |
| -- | --------------------- | ------------------------ | -------------------------- | -------------------------------------------------------------------------------- | ---------------- | ------------- |
| 1  | Point-Jour            | Passageiros              | Destruída                  |                                                                                  |                  |               |
| 2  | Auteuil-Boulogne      | Passageiros              | Desativada                 | Atualmente ocupada por um restaurante                                            |                  |               |
| 3  | Passy-Muette          | Passageiros              | Desativada                 | Atualmente ocupada por um restaurante                                            |                  |               |
| 4  | Avenue Henri Martin   | Passageiros              | Em serviço                 | Atual estação de l'avenue Henri Martin do RER C                                  |                  |               |
| 5  | Avenue Bois-Boulogne  | Passageiros              | Em serviço                 | Atual estação de l'avenue Foch do RER C                                          |                  |               |
| 6  | Neuilly-Maillot       | Passageiros              | Em serviço                 | Atual estação de Neuilly - Porte Maillot do RER C                                |                  |               |
| 7  | Courcelles-Levallois  | Passageiros              | Em serviço                 | Atual estação de Pereire - Levallois do RER C                                    |                  |               |
| 8  | Courcelles-Ceinture   | Passageiros              | Destruída                  | Antigo terminal de passageiros                                                   |                  |               |
| 9  | Batignolles           | Passageiros              | Em serviço                 | Atual estação de Pont-Cardinet do Transilien L                                   |                  |               |
| 10 | Avenue Clichy         | Passageiros              | Destruída                  | Substituída pela estação subterrânea de Porte de Clichy, do RER C                |                  |               |
| 11 | Avenue Saint-Ouen     | Passageiros              | Desativada                 |                                                                                  |                  |               |
| 12 | Boulevard Ornano      | Passageiros              | Desativada                 | Atualmente um Jardim, Horta e Pomar comunitários.                                |                  |               |
| 13 | Chapelle-Saint-Denis  | Passageiros              | Destruída                  |                                                                                  |                  |               |
| 14 | Est-Ceinture          | Passageiros              | Destruída                  |                                                                                  |                  |               |
| 15 | Pont Flandre          | Passageiros              | Desativada                 |                                                                                  |                  |               |
| 16 | Belleville-Villette   | Passageiros, mercadorias | Destruída                  |                                                                                  |                  |               |
| 17 | Paris-Bestiaux        | Transporte de Gado       | Destruída                  | Ocupada pela Cité des sciences et de l'industrie                                 |                  |               |
| 18 | Menilmontant          | Passageiros              | Destruída                  | A passarela que conduzia à estação ainda existe na Rua de la Mare, número 9      |                  |               |
| 19 | Charonne              | Passageiros              | Desativada                 | Atualmente sala de concerto (La Flèche d'or)                                     |                  |               |
| 20 | Charonne-Marchandises | Mercadorias              | Destruída                  |                                                                                  |                  |               |
| 21 | Rue Avron             | Passageiros              | Desativada                 |                                                                                  |                  |               |
| 22 | Avenue Vincennes      | Passageiros              | Desativada                 |                                                                                  |                  |               |
| 23 | Bel-Air Ceinture      | Passageiros              | Destruída                  |                                                                                  |                  |               |
| 24 | Rue Claude Decaen     | Passageiros              | Destruída                  |                                                                                  |                  |               |
| 25 | Rapée-Bercy           | Passageiros              | Destruída                  | Inicialmente uma estação de triagem, foi mais tarde aberta aos viajantes         |                  |               |
| 26 | Orleans-Ceinture      | Passageiros              | Desativada                 |                                                                                  |                  |               |
| 27 | Gobelins              | Mercadorias              | À espera de uma decisão    |                                                                                  |                  |               |
| 28 | Maison-Blanche        | Passageiros              | Destruída                  |                                                                                  |                  |               |
| 29 | Glacière-Gentilly     | Mercadorias              | Destruída                  |                                                                                  |                  |               |
| 30 | Parque Montsouris     | Passageiros              | Destruída                  |                                                                                  |                  |               |
| 31 | Montrouge-Ceinture    | Passageiros              | Desativada                 | Atualmente em reabilitação                                                       |                  |               |
| 32 | Ouest Ceinture        | Passageiros              | Desativada                 |                                                                                  |                  |               |
| 33 | Abattoirs Vaugirard   | Transporte de Gado       | Destruída                  | Atendia os abatedouros de Vaugirard, mais tarde local do Parque Georges-Brassens |                  |               |
| 34 | Vaugirard Ceinture    | Passageiros              | Desativada                 |                                                                                  |                  |               |
| 35 | Grenelle-Ceinture     | Passageiros              | Destruída                  |                                                                                  |                  |               |
| 36 | Grenelle-Ceinture     | Mercadorias              | Destruída                  | Ocupada pelo Hospital Georges-Pompidou                                           |                  |               |

## Abandono

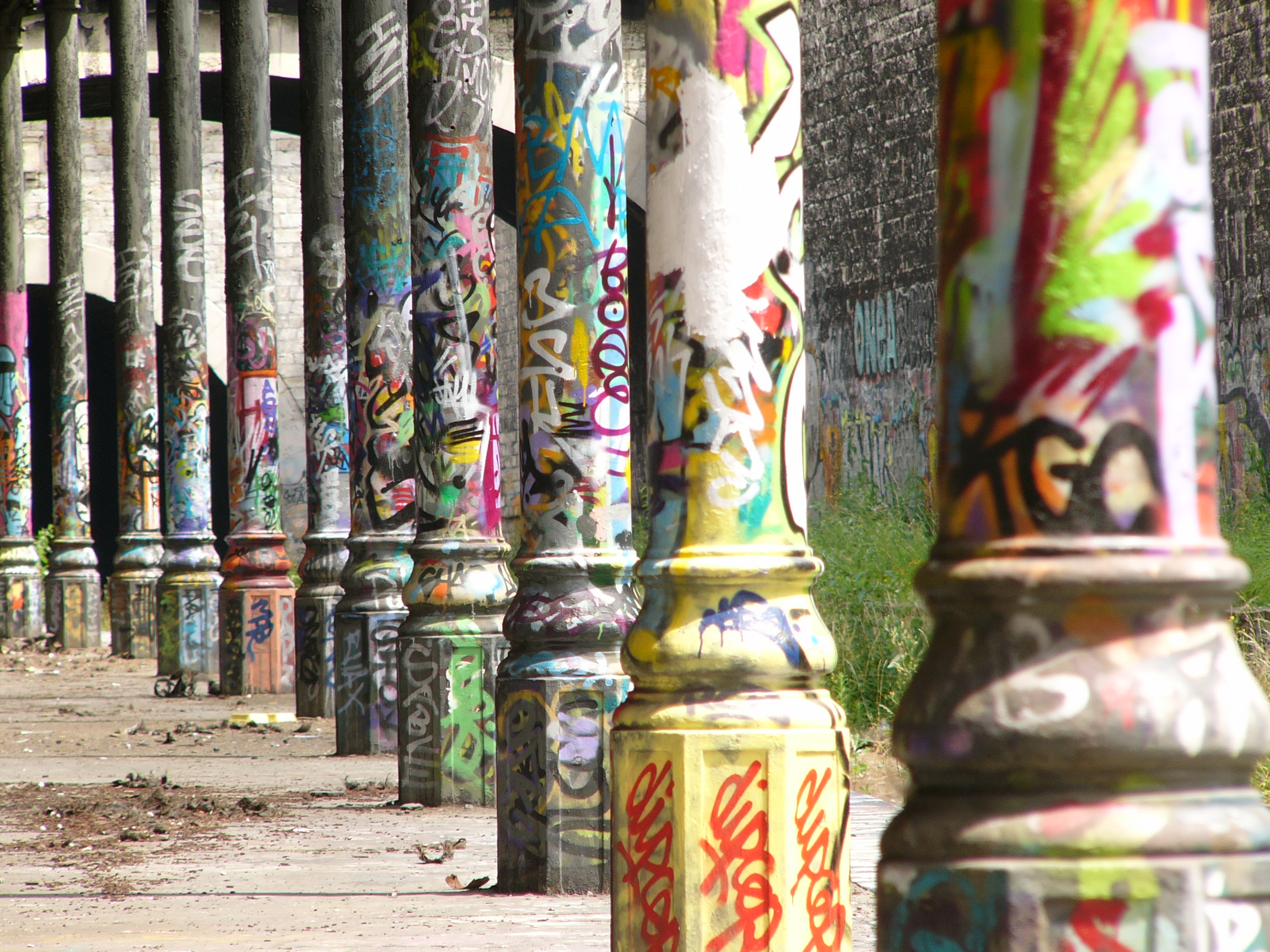
Estação abandonada, coberta por Grafites.

Após o auge do movimento na linha, em 1900, na ocasião da Exposição Universal, o tráfego de passageiros cai progressivamente à medida que o metrô e os ônibus urbanos começam à ganhar terreno, cruzando o centro da cidade em todas as direções. Um relatório transmitido ao conselho municipal de Paris em 1931 precisa que o volume da linha representava um pouco mais do que 1% do total dos transportes urbanos da cidade.

Após várias tentativas infrutíferas de ceder à linha ao poder público, o sindicato que administrava a Ceinture, enfrentando graves dificuldades financeiras, obtém a autorização do estado para suprimir o serviço aos passageiros, em 22 de Julho de 1922.  No dia 16 de julho, uma linha de ônibus estatal substitui imediatamente o serviço do trem, fazendo o mesmo trajeto por via rodoviária paralela ao caminho de ferro. A linha de ônibus PC (petite ceinture) durou ininterruptamente até 1999, quando foi fragmentada em três linhas menores PC1, PC2, PC3, cobrindo em conjunto o mesmo trajeto. A linha de Auteuil (entre Pont-Cardinet – Auteuil) continua o serviço passageiros até 1985, quando foi substituída pelo RER C. 

O Tramway d'Île-de-France, reconstrói aos poucos o conceito da Petite ceinture.

Desde 2006, as linhas T3a e T3b do Tramway de Paris, através de seus traçados, e dos prolongamentos já realizados e em projetos, reconstroem pouco a pouco o conceito de uma linha férrea que circunda paris nos contornos de seus limites periféricos, não mais na forma de locomotivas, mas adaptado ao sistema usual de seu tempo, o do veículo leve sobre trilhos. O trajeto do tramway, nas linhas T3a e T3b, segue o boulevard dos Marechais, paralelamente ao traçado original da Petite Ceinture.
Após o final do serviço passageiro, a linha ainda era utilizada como rede de transporte de cargas e mercadorias. No sul de Paris, foi usada como via de aporte da antiga fábrica de automóveis da Citroën de Grenelle (atualmente Parc André-Citroën) até o ano de 1976, assim como das oficinas do metrô e dos matadouros de Vaugirard (atualmente Parc Georges-Brassens) até 1979. Alguns trechos foram usados como via de transferência entre as grandes estações até o final dos anos 80. Finalmente, toda a atividade comercial ainda existente na linha extinguiu-se no início dos anos 90, e desde então, com exceção de um pequeno trecho utilizado para testes e estudos da RATP para a automação de vias férreas, o conjunto foi completamente abandonado.

## Uso após a desativação
Em uma cidade onde o metro quadrado está dentre os mais caros do mundo, a enorme área ocupada pela linha abandonada da Petite Ceinture é considerada como uma espécie de aberração urbanística, chamada de "ultimo terreno baldio" de Paris, e que está constantemente no centro de debates e de propostas. A cidade de Paris adquiriu em 2007 o terreno da companhia SNCF, e estabeleceu um comitê para zelar pelo espaço e criar soluções de reintegração urbana do mesmo. Concretamente nada ainda foi feito, e a linha é cada vez mais invadida à cada ano pela natureza circundante.

### Projetos concretos

#### Reserva de Biodiversidade

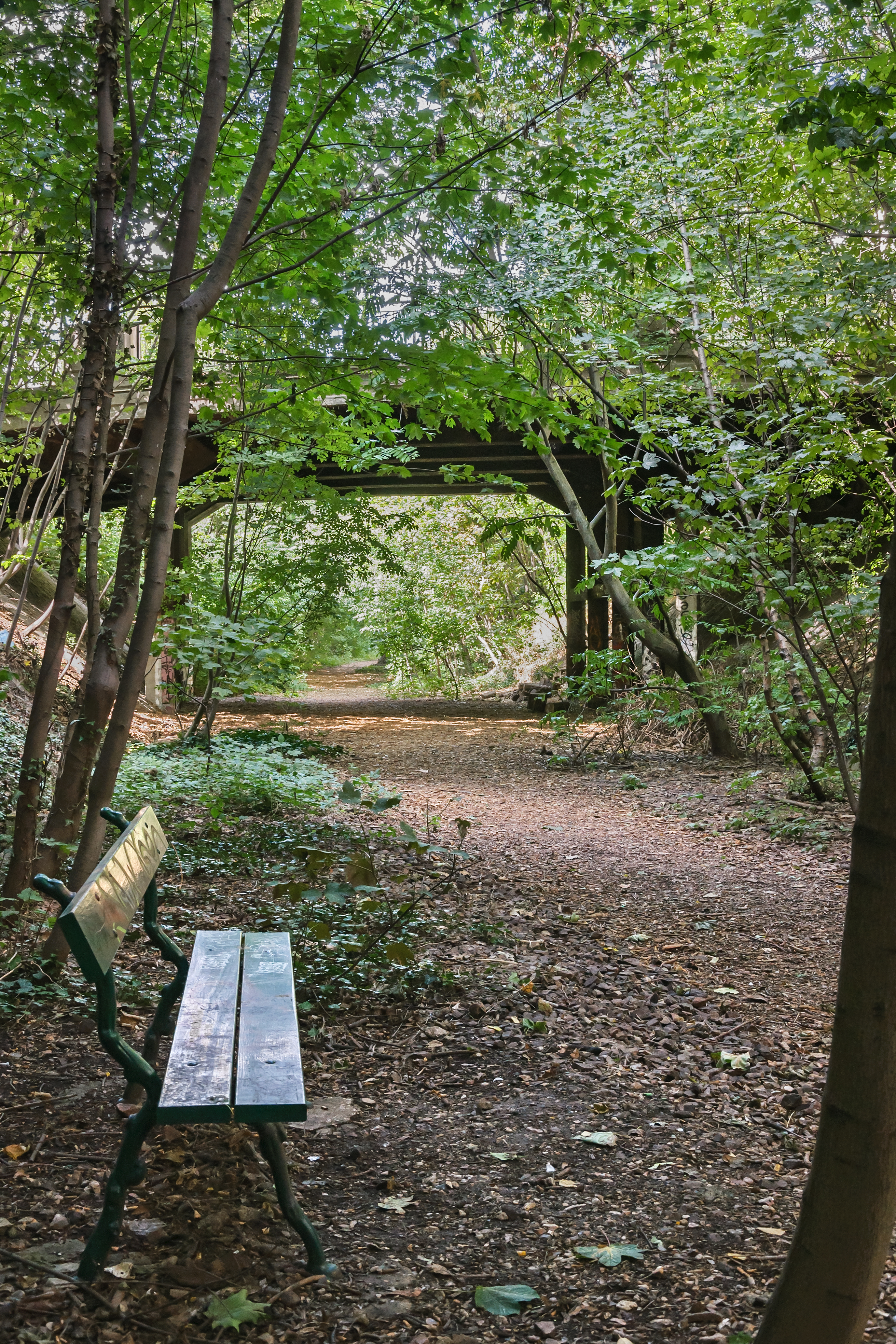
Promenade do 16° Arrondissement

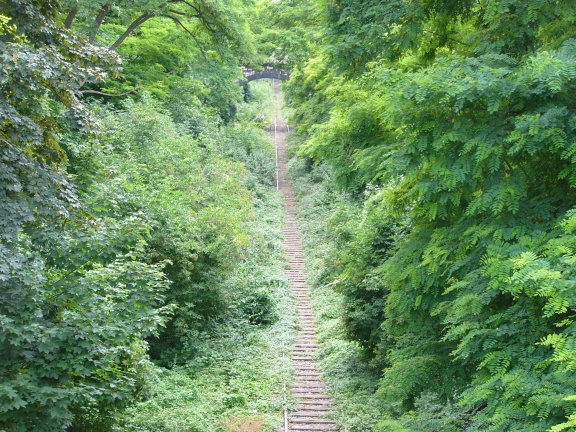
Trecho reconquistado pela natureza

O acesso de pedestres à plataforma da rede é estritamente proibido, (apenas quatro pequenas seções são abertas ao público) e a maioria dos acessos são cercados ou murados, o que não impede que alguns entusiastas da Exploração urbana se aventurem em seus domínios.
As ruínas da Petite Ceinture são consideradas hoje como uma reserva de biodiversidade da cidade de Paris e de seus arredores próximos. A dificuldade de acesso à plataforma da linha acabou por proteger naturalmente este espaço de maneira que a vegetação reconquistasse o espaço ao longo dos anos, em uma boa parte dos trechos. São diversas espécies de plantas e de árvores (totalizando 220 espécies vegetais), pássaros, pequenos animais, e mesmo de morcegos dentro dos túneis abandonados. Estes mamíferos são importantes para a preservação de espécies frutíferas.
A via conta com dois corredores verdes ("Promenades"), abertos ao público, que foram organizados pela prefeitura em sítios da antiga ferrovia. Mesmo as pichações feitas nos anos de abandono foram preservadas por serem consideradas como parte do patrimônio histórico. Um trecho se situa entre a Praça Balard a rua Olivier-de-Serres, com 1,3 km de extensão, totalizando 3,5 hectares de área verde. O outro se situa no 16° arrondissement entre o Jardin du Ranelagh e a Porte d'Auteuil. Este trecho possui 1,2 km de extensão, totalizando 2,3 hectares de área verde.

#### Jardins Comunitários
Ao longo da ferrovia desativada, pelo menos 4 jardins comunitários em trechos diferentes servem como lugar de plantio para flores, hortas e pomares. O mais célebre deles (e precursor dos demais), se situa no 18° arrondissement, no cais da antiga estação do Boulevard Ornano, e chama-se « Les Jardins du Ruisseau », em homenagem à rua que se articula com a via férrea. Contando com o apoio da prefeitura e dos habitantes da comunidade, o jardim é denominado por seus usuários como um "Jardim do Éden no meio urbano".
Um dos objetivos do jardim é também o de sensibilizar os jovens do bairro e as escolas da vizinhança em relação ao meio ambiente e à cidadania, através da jardinagem. A associação conta com 440 membros, e atrai a visita de turistas, uma vez que se encontra próximo do mercado de pulgas da Porte de Clignancourt. O projeto acolhe ainda um minhocário, um apiário, uma estação de compostagem, um centro de reciclagem, e pretende instalar um galinheiro comunitário e uma estação de tratamento de águas. O espaço funciona também como uma espécie de parque para lazer e piqueniques.

#### Atividades Culturais e de Lazer
O espaço é constantemente usado para performances artísticas, espetáculos de DJ, jornadas do patrimônio, coreografias, instalações artísticas. Algumas estações abandonadas foram utilizadas para abrigar restaurantes e casas de espetáculos.

### Projetos para o Futuro
Sabe-se que o terreno não seria usado à princípio como corredor de transportes, uma vez que o Tramway de Paris cumpre a mesma missão que a antiga linha de passageiros da Petite Ceinture. Alguns entusiastas de linhas Férreas sonham com a volta da linha, para ao menos, ser usada como transporte de cargas, mas tal eventualidade está praticamente descartada, em virtude do constante combate da cidade de Paris contra a poluição atmosférica, e ao fato que, nos últimos anos, inúmeros prédios residenciais terem sido construídos em continuidade imediata da linha férrea. As propostas concretas que circulam com mais força seriam: a criação de corredores verdes abertos ao público (dois já existentes atualmente), e uma ciclovia urbana de grande magnitude.